# قنصور قصير الأجنحة
قنصور قصير الأجنحة (الاسم العلمي:Colutea brachyptera) هو نوع من النباتات يتبع جنس القنصور من الفصيلة البقولية.